# Союз-26
«Союз-26» — пилотируемый космический корабль.

## Параметры полёта
- Масса аппарата — 6,8 т.
- Наклонение орбиты — 51,6°.
- Период обращения — 88,8 мин.
- Перигей — 193(344,6) км.
- Апогей — 246(360,5) км.

## Экипаж старта
- Командир корабля — Романенко, Юрий Викторович(1)
- Бортинженер корабля — Гречко, Георгий Михайлович(2)

## Дублирующий экипаж
- Командир корабля — Ковалёнок, Владимир Васильевич
- Бортинженер корабля — Иванченков, Александр Сергеевич

## Резервные экипажи
- Командир корабля — Ляхов, Владимир Афанасьевич
- Бортинженер корабля — Рюмин, Валерий Викторович
- Командир корабля — Попов, Леонид Иванович
- Бортинженер корабля — Лебедев, Валентин Витальевич

## Экипаж при приземлении
- Командир корабля — Джанибеков, Владимир Александрович
- Бортинженер корабля — Макаров, Олег Григорьевич

## Описание полёта
Первая основная экспедиция орбитальной научной станции «Салют-6».
После неудачной стыковки предыдущего корабля «Союз-25» возникли сомнения в исправности переднего стыковочного узла станции. Поэтому корабль «Союз-26» пристыковался к кормовому стыковочному узлу станции «Салют-6». 20 декабря космонавты Юрий Романенко и Георгий Гречко вышли из станции в открытый космос с целью обследования переднего стыковочного узла станции. Стыковочный узел был в порядке. Продолжительность выхода в открытый космос составила 1 час 28 минут.
Во время пребывания на станции первой основной экспедиции были осуществлены две экспедиции посещения на кораблях «Союз-27» и «Союз-28».
Экипаж «Союз-27» — Владимир Джанибеков и Олег Макаров вернулся на Землю на корабле «Союз-26». Это была первая экспедиция посещения в космосе. Корабль «Союз-27» остался пристыкованным к станции, на нём на Землю вернулись космонавты Юрий Романенко и Георгий Гречко. Это был первый обмен кораблями в космосе, что позволило космонавтам более длительное время оставаться на орбите.
В состав второй экспедиции посещения «Союз-28» впервые входил космонавт из Чехословакии Владимир Ремек. До этого времени в космос летали только представители СССР и США. Чехословакия стала третьей страной, имеющей своего космонавта. Владимир Ремек — первый космонавт из третьей страны (после СССР и США).
22 января 1978 года к комплексу «Салют-6» — «Союз-27» со стороны кормового стыковочного узла пристыковался первый грузовой космический корабль «Прогресс-1».
Космонавты Юрий Романенко и Георгий Гречко вернулись на Землю 16 марта 1978 года в 11:19 UTC на космическом корабле «Союз-27», приземлившись в точке 310 км западнее Целинограда. Продолжительность их полёта составила 96 суток 10 часов.
Космонавты Юрий Романенко и Георгий Гречко превзошли рекорд длительности пребывания в космосе (84 суток 1 час 16 минут), который с 1974 года принадлежал американским астронавтам, третьей экспедиции на «Скайлэб» — Джеральду Карру, Эдварду Гибсону и Уильяму Поугу.
В честь этого полёта Гречко и Романенко одна из улиц Северодвинска была названа улицей Советских Космонавтов.